# Romário Baró
Romário Manuel Silva Baró (* 25. Januar 2000 in Bissau, Guinea-Bissau) ist ein portugiesischer Fußballspieler, der aktuell beim Erstligisten FC Porto unter Vertrag steht und an den Schweizer FC Basel ausgeliehen ist.

## Karriere

### Verein
Baró wurde in Guinea-Bissau geboren und kam im Alter von 11 Jahren nach Portugal, wo er bei der UA Povoense in Póvoa de Santa Iria mit dem Fußballspielen begann. Nachdem er dort schnell Aufmerksamkeit erregen konnte, wechselte er 2012 zu Sporting Lissabon. Zwei Jahre später zog er in die Jugendakademie des FC Porto weiter. Am 21. Januar 2018 gab er sein Debüt in der Reservemannschaft in der LigaPro beim 1:1-Unentschieden gegen den FC Arouca. Am 18. März traf er beim 3:0-Heimsieg gegen den SC Covilhã erstmals für Porto B. In dieser Spielzeit 2017/18 kam er in zehn Ligaspielen zum Einsatz und erreichte mit der U19-Mannschaft das Endspiel der UEFA Youth League 2017/18. In der folgenden LigaPro 2018/19 drang er in die Startformation der B-Mannschaft vor und erzielte in 28 Ligaspielen drei Tore und bereitete zwei Treffer vor. In der UEFA Youth League 2018/19 traf er in 10 Spielen sechsmal und lieferte vier Vorlagen. Das Turnier konnte mit einem 3:1-Sieg gegen die U19 des FC Chelsea gewonnen werden.
Am 7. August 2019 debütierte er beim 1:0-Auswärtssieg gegen den FK Krasnodar in der 3. Qualifikationsrunde zur UEFA Champions League 2019/20 in der ersten Mannschaft des FC Porto. In dieser Saison 2019/20 absolvierte er neun Ligaspiele für die Herren und gewann mit der Mannschaft am Saisonende die portugiesische Meisterschaft sowie den Pokal.
Nach zehn weiteren Ligaeinsätzen in der folgenden Saison 2020/21 wurde der Spieler im August 2021 für eine Saison an den Ligakonkurrenten GD Estoril Praia ausgeliehen. Nach Ablauf der Spielzeit wurde er an den Casa Pia AC weiterverliehen. Im Sommer 2023 kehrte er nach Porto zurück und kam in der anschließenden Spielzeit 2023/24 zu zehn Ligaeinsätzen; am Saisonende gewann er mit der Mannschaft erneut den portugiesischen Pokal. Ende August 2024 lieh ihn der Schweizer FC Basel für ein Jahr mit anschließender Kaufoption. Mit der Mannschaft wurde er am Saisonende sowohl Schweizer Meister als auch Cup-Sieger.

### Nationalmannschaft
Von Februar bis Mai 2016 spielte Baró elfmal für die portugiesische U16-Nationalmannschaft, in denen er drei Tore erzielte. Anschließend war er in 15 Spielen für die U17 im Einsatz. Für die U18 absolvierte er dann im Februar 2018 einen Einsatz und spielte dann zehn Spiele für die U19-Auswahl. Zwischen September 2019 und Juni 2021 spielte er drei Mal für die U21.

### Erfolge
- Portugiesischer Meister: 2020
- Portugiesischer Pokalsieger: 2020, 2024
- Portugiesischer Supercupsieger: 2020
- Schweizer Meister: 2025
- Schweizer Cup-Sieger: 2025
- UEFA-Youth-League-Sieger: 2019

## Privates
Romário Barós älterer Bruder Anderson ist ebenfalls Fußballspieler, jedoch bereits seit Juli 2016 vereinslos.